# Anyphaena subgibba
Anyphaena subgibba là một loài nhện trong họ Anyphaenidae.
Loài này thuộc chi Anyphaena. Anyphaena subgibba được Octavius Pickard-Cambridge miêu tả năm 1896.